# Appias lyncida
Appias lyncida är en fjärilsart som först beskrevs av Pieter Cramer 1779.  Appias lyncida ingår i släktet Appias och familjen vitfjärilar. Inga underarter finns listade i Catalogue of Life.

## Bildgalleri

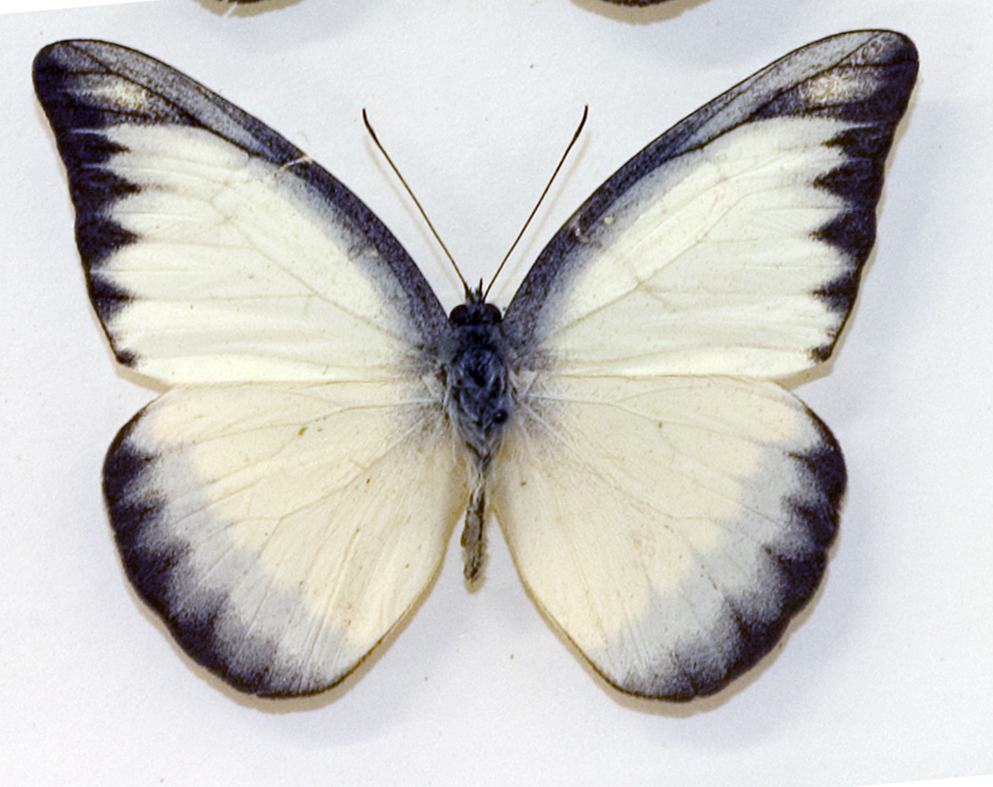
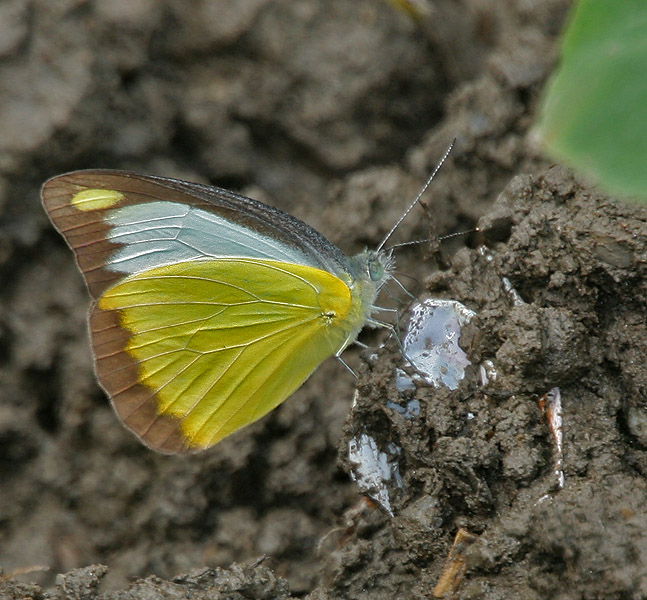
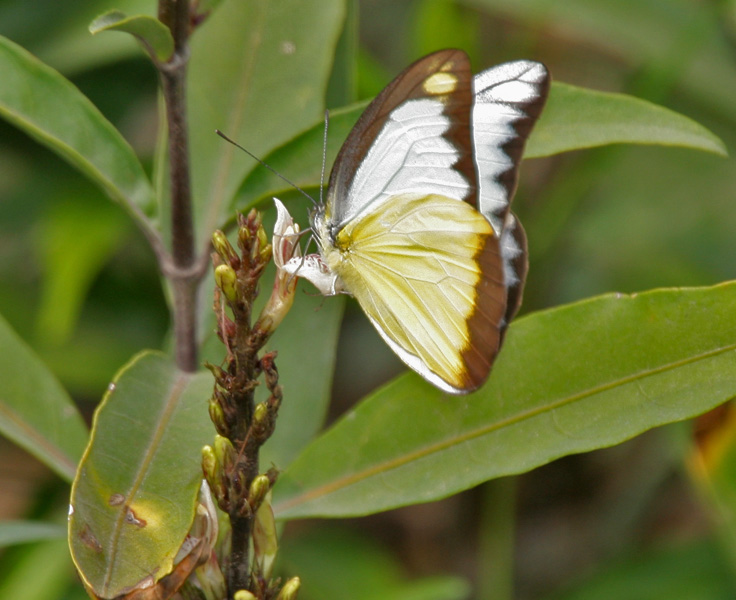
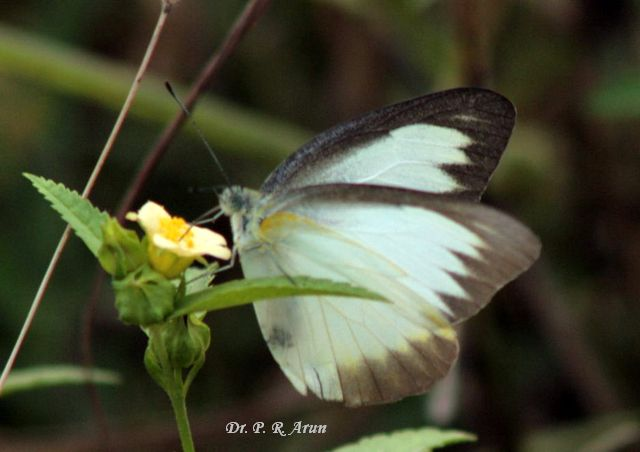
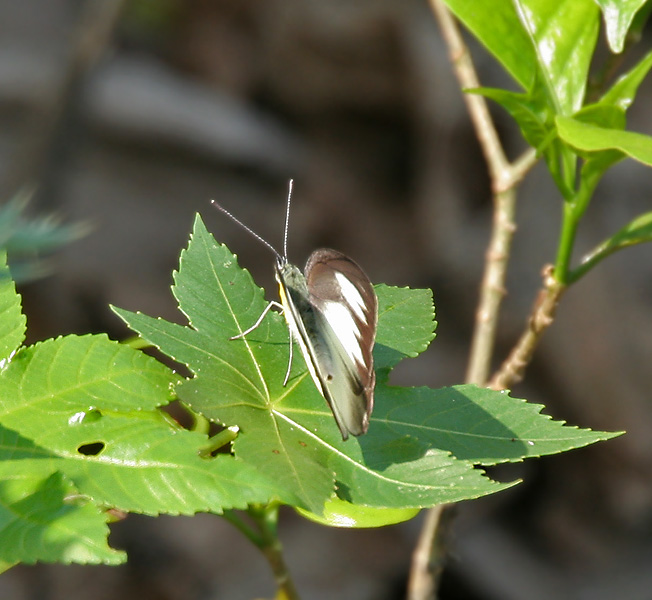